# Carole Farley
Carole Farley   (Le Mars, 29 de novembre de 1946) és una soprano estatunidenca i cantant principal al Metropolitan Opera.

## Adolescència i educació
Farley va néixer a Le Mars, Iowa. Es va graduar a la Universitat d'Indiana amb una llicenciatura en música. Va cursar el següent any acadèmic amb una beca Fulbright a la "Hochschule für Musik de Múnic". Està casada amb el director d'orquestra José Serebrier.

## Carrera
El 1975 Farley va debutar amb el Metropolitan Opera en una actuació matinera com a Mimi a La bohème. El 1977 va cantar el paper principal a l'estrena de Lulu a la Metropolitan Opera. A la fi de 1970 i 1980 era coneguda per cantar papers exigents com Lulu i el paper individual a La Voix humaine de Francis Poulenc.
Farley ha col·laborat en els darrers anys amb compositors clàssics nord-americans contemporanis, inclosos Ned Rorem, William Bolcom i Lowell Liebermann en múltiples projectes de concerts i enregistraments.

## Discografia i videografia
- DVD. Poulenc's La voix humaine i Menotti's El Telèfon. Scottish Chamber Orchestra, dir. José Serebrier. "Decca Music Group 1992", llicenciat a VAI 2006.